# Wilhelm Servis
Wilhelm Servis (Solin, 9. srpnja 1934.) je hrvatski znanstvenik s područja strojarstva.
Poznat je kao istraživač NSC-motora [3], odnosno klipnog izotermalnog toplinskog stroja razvijanog na osnovi NSC-koncepta, koji je patentiran 2008. godine.

## Životopis
Završio je Strojarsko-Brodograđevni fakultet u Zagrebu 1960. godine, gdje je i magistrirao. Doktorirao je u Rijeci (Tehnički fakultet Sveučilišta u Rijeci) 2006. godine, istražujući NSC-motor.

## Važniji patenti
- 1-PCT/ CH02/00727-Patentgesuch: „Injection“ / USA- patent US 7,028,473B2: „Injection“,
- 2-PCT/ CH04/000614-Patentgesuch: „PROFIT“,
- 3-CH-Patentgesuch Nr. 2008 0033/08: „NSC-Motor“.

## Objavio
- Servis, W. & Medica, V.: „LGiSE (Liquid Gas injection Stirling Engine). A new Stirling engine concept (NSC-concept)”, Proceedings of "11th International Stirling Engine Conference (ISEC)"-Rome/ I 2003,
- Servis, Wilhelm: „Influence of lowering the cooler temperature on the Stirling engine performance”, Thesis, Doctor Dissertation, Faculty of Engineering, University of Rijeka-Rijeka/ CRO 2006,
- Servis, Wilhelm, Medica, Vladimir, Korbar, Andrej: „New Stirling engine Concept (NSC-engine) with application of direct heat introduction”, BRODOGRADNJA-Zagreb/ CRO 2008,
- Servis, W. & Medica, V.: „Actual and future perspectives of Isothermal NSC-engines”, STROJARSTVO-Zagreb/ CRO 2009.